# HD 215242
HD 215242，又名BD+46 3803，SAO 52296、HR 8652，是一颗恒星，视星等为6.39，位于銀經101.4，銀緯-10.27，其B1900.0坐标为赤經22h 38m 45.3s，赤緯+46° -10.27′ 41″。